# Edgar (historietista)
Antonio Edo Mosquera, que firmaba con el pseudónimo Edgar, fue un artista fallero e historietista español (Valencia, 1922 - 2003), adscrito a la escuela valenciana de historieta humorística. 

## Biografía
Antonio Edo Mosquera se inició en el mundo fallero antes de la guerra, siendo represaliado por el carácter antifascista de sus primeras obras cuando triunfó el bando nacional.
A finales de los años 40 comenzó a colaborar con la editorial Valenciana, primero en la revista "Jaimito" y luego en "Mariló" y "Pumby". Su obra más característica es Caperucita Encarnada (1956), la cual desarrolló de forma ininterrumpida para la revista "Pumby" durante casi treinta años. Su estilo, de rasgos angulosos, destacaba por su originalidad dentro de la revista.
Un año antes, en 1955, había ganado el premio al mejor cartel de las fallas.

## Obra
| Aparición | Título                   | Publicación | Número  |
| --------- | ------------------------ | ----------- | ------- |
| 1955      | Caperucita Encarnada     | "Pumby"     | 1 y ss. |
| 1957      | Don Cipriano Metomentodo | "Jaimito"   | 425     |
| 1957      | Simplicio Panoli         | "Jaimito"   | 425     |